# Clous van Mechelen
Clous van Mechelen (uitspraak Kloes, pseudoniem van Jacob Philip “Jack” van Mechelen, Amsterdam, 12 maart 1941) is een Nederlands cabaretier, componist, muzikant en liedjesschrijver.
Zijn vader was NRC-correspondent en regisseerde het naoorlogse Amsterdamse journalistencabaret De Inktvis.

## Loopbaan
Van Mechelen speelde al op zijn zestiende met Hans Dulfer in het Amsterdams Quintet. Hij studeerde klarinet aan het conservatorium met als bijvak piano, en toerde door Europa met jazz- en Latingroepen. Ook trad hij enige tijd op als saxofonist in de Amsterdamse rockgroep The Sharks, waarin ook Tol Hansse speelde.
Vanaf 1965 werkte Van Mechelen met Paul Huf aan reclamefilmpjes voor onder andere Peter Stuyvesant- en Pall Mallsigaretten en Grolsch-bier. Van Mechelen schreef daarvoor de muziek, en vooral de Grolsch-muziek is erg bekend geworden. Paul Huf: “Iedereen dacht dat dat Vivaldi was, maar het was Van Mechelen.”
Tussen 1969 en 1973 maakte Van Mechelen deel uit van De Butlers, die direct met hun eerste single De Chinees doet veel meer met vlees een hitje scoorden.
Van Mechelen schreef filmmuziek, onder andere voor de films van Theo van Gogh, en maakte tussen 1977 en 1980 vier lp's met Tol Hansse en nog twee cd's in respectievelijk 1993 en 2003. De single Big City van de eerste van die platen werd een grote hit, evenals Achter de rhododendron. Hij en Hansse verleenden ook hun medewerking als de stemmen in de nagesynchroniseerde tekenfilmserie Schuilnaam Olifant, die uitgezonden werd in AVRO's Kinderbios.
Tussen 1988 en 1992 stond hij met Etna Vesuvia in het theater, waarvan de cd Tataboulou/In volle vaart verscheen. In 1991 was hij panellid in het geflopte satirische programma Medialand (Avro).
In 2003 maakte Van Mechelen zijn, tot nu toe, laatste cd, getiteld Songs for Sale, waarop hij samenwerkt met zangeres Colette Wickenhagen. Samen met George van Deijl en Nick van Gasteren maakt hij deel uit van de band Het Nieuwe Trio.

## Met Wim T. Schippers
In de jaren 70 werkte Van Mechelen samen met Wim T. Schippers en schreef hij liedjes voor de personages Fred Haché, Barend Servet en Sjef van Oekel.
Van Mechelen is vooral bekend geworden als de pianostemmer en organist "Jan Vos" uit de televisieseries van Wim Schippers Het is weer zo laat, De lachende scheerkwast en Opzoek naar Yolanda en het radioprogramma Ronflonflon (met Jacques Plafond) waar hij Wilhelmina Kuttje junior begeleidde bij de voordracht van haar gedichten op de piano en een wekelijkse "tip" gaf. Ook speelde hij de rol van de Ronflonflon-ober Teun Balk. In de van het radioprogramma afgeleide televisieserie Plafond over de vloer speelde hij tevens de rol van een weggeautomatiseerd ambtenaar.

### Bert en Ernie
Met Schippers en Paul Haenen maakte Van Mechelen een aantal Bert en Ernie-platen die ook op cd en cassette zijn uitgegeven. In die serie nam hij de rol van de, soms pianospelende en zingende, Oom Rudolf op zich.

## Werk
- Grolsch going baroque … and soul, 1969, Clous van Mechelen, Grolsche Bierbrouwerij Enschedé en Philips, Baarn[3]
- Vakmanschap Is Meesterschap - Thema Met Variaties, 1974, onder de naam J.P. Van Mechelen[4]
- De Grote Hoop (Tips en wenken van Jan Vos uitgelegd aan Jacques Plafond) - deel 4 in de Ronflonflonreeks, de Bezige Bij, 1989

Begin van het thema van Vakmanschap is Meesterschap
- Gemeinsame Normdatei: 1169971644
- MusicBrainz: 1e453aa7-e86f-4062-bcc9-f1693d96ce92
- Virtual International Authority File: 3301154075988611860004